# Anoplophora
Anoplophora es un género de escarabajos longicornios de la subfamilia Lamiinae.

## Especies
- Anoplophora albopicta
- Anoplophora amoena
- Anoplophora asuanga
- Anoplophora beryllina
- Anoplophora birmanica
- Anoplophora bowringii
- Anoplophora cheni
- Anoplophora chiangi
- Anoplophora chinensis
- Anoplophora coeruleoantennata
- Anoplophora davidis
- Anoplophora decemmaculata
- Anoplophora elegans
- Anoplophora fanjingensis
- Anoplophora flavomaculata
- Anoplophora freyi
- Anoplophora fruhstorferi
- Anoplophora glabripennis
- Anoplophora graafi
- Anoplophora granata
- Anoplophora gressitti
- Anoplophora horsfieldii
- Anoplophora huangjianbini
- Anoplophora imitator
- Anoplophora irregularis
- Anoplophora jiangfenglingensis
- Anoplophora leechi
- Anoplophora longehirsuta
- Anoplophora lucipor
- Anoplophora lurida
- Anoplophora macularia
- Anoplophora mamaua
- Anoplophora medenbachii
- Anoplophora ogasawaraensis
- Anoplophora oshimana
- Anoplophora rubidacorpora
- Anoplophora ryukyensis
- Anoplophora sebastieni
- Anoplophora similis
- Anoplophora sollii
- Anoplophora stanleyana
- Anoplophora tianaca
- Anoplophora tonkinea
- Anoplophora viriantennatus
- Anoplophora wusheana
- Anoplophora zonator